# Parco nazionale del Bicuar
Il Parco nazionale del Bicuar è un'area naturale protetta sita in Angola. Si trova nella regione sud-occidentale del paese sull'altopiano di Huila, a circa 120 km a sud-est di Lubango e ha una dimensione di  7151,09 km². Il parco è stato istituito come riserva di caccia nel 1938 ed è stato denominato parco nazionale nel 1964. Storicamente noto per i suoi grandi mammiferi, come ad esempio il bufalo nero, il parco ha visto decrementare pesantemente la sua fauna durante la guerra civile angolana, quando gli animali che vi abitavano furono in gran parte sterminati. Ciò nonostante, nei decenni successivi il governo angolano ha intrapreso grossi sforzi per ricostruire le infrastrutture e reinsediare gli animali.

## Caratteristiche
Ad est il parco è delimitato dal Cunene, uno dei pochi fiumi permanenti della regione. La vegetazione dominante consiste in boschi di miombo, boschi di mopane angolani, un'area di savane e boschi di ceduo su un altopiano a est delle colline costiere. Alcune aree del parco sono paludose e sono regolarmente soggette ad allagamenti, mentre altre sono praterie del tipo dambo.
L'area è caratterizzata da grande biodiversità, precipitazioni variabili e dalla presenza di alberi di mopane, di grande importanza per gli abitanti e per la fauna della zona.
Il clima del parco è temperato e tropicale. Gli inverni sono secchi e durante i mesi più caldi la temperatura media è di circa 22 °C. Le precipitazioni annuali variano dai 600 agli 800 mm.